# 桐木岭（省委党校）站
桐木岭（省委党校）站是贵阳轨道交通3号线的地铁车站，位于中华人民共和国贵州省贵阳市花溪区清溪路与思杨路交叉口，为3号线南端终点站，亦是贵阳轨道交通系统最南端车站，于2023年12月16日开通。

## 车站结构
桐木岭（省委党校）站沿清溪路南北向设置，为地下两层（局部三层）岛式站台车站，车站长427.4米，宽20.6米，车站地下一层为站厅层，地下二层为站台层。车站北侧设有单渡线，南侧设有两条出入段线，接入花溪南停车场。
| 地面              | 出入口 | A、B、C、D出入口                                                                          |
| 地下一层          | 站厅   | 客服中心、自动售票机、验票机                                                              |
| 地下二层          | 站台   | \| \| \| █ 3号线往洛湾（浪风关） \| \| 島式 · 開左邊车门 \| \| \| \| \| \| █ 3号线落客 \| |
|                   |        | █ 3号线往洛湾（浪风关）                                                                   |
| 島式 · 開左邊车门 |        |                                                                                           |
|                   |        | █ 3号线落客                                                                               |

## 车站出口
桐木岭（省委党校）站共有4个出入口，各出口及周围设施如下所示：
| 编号                | 出入口信息                                               | 照片 | 无障碍设施 |
| ------------------- | -------------------------------------------------------- | ---- | ---------- |
| A · 出口 · （设有） | 清溪路，思杨路，夜郎古井，桐宝寺                         |      |            |
| B · 出口            | 清溪路，思杨路，桐木岭村村委会，花溪民族中学，清溪派出所 |      | 不適用     |
| C · 出口 · （设有） | 清溪路，思杨路，中共贵州省委党校，贵州行政学院           |      |            |
| D · 出口            | 清溪路，思杨路                                           |      | 不適用     |
| 图例： 设有         |                                                          |      |            |

## 接驳交通

### 公交车
- 桐木岭：203路，花溪18路1号线，花溪21路

## 车站历史
本站建设时期工程名为桐木岭站，开通前正式命名为桐木岭（省委党校）站，站名来自车站所处的桐木岭村及附近的中共贵州省委党校。
- 2021年6月18日，车站主体结构封顶[3]。
- 2023年12月16日，车站随3号线一期工程通车开通[2]。